# Zängilan rayonu
Zängilan (azerbajdzjanska: Zəngilan rayonu) är ett distrikt i Azerbajdzjan. Det ligger i den södra delen av landet, 300 km sydväst om huvudstaden Baku. Antalet invånare är 32 500. Arean är 707 kvadratkilometer.
Terrängen i Zängilan rayonu är bergig söderut, men norrut är den kuperad.
Följande samhällen finns i Zängilan rayonu:
- Zängilan
- Mincivan
- Bartaz

Trakten runt Zängilan rayonu består till största delen av jordbruksmark. Runt Zängilan rayonu är det ganska glesbefolkat, med 42 invånare per kvadratkilometer.